# كرسول خشن
كرسول خشن (الاسم العلمي:Crassula scabra) هو نوع نباتي يتبع جنس الكرسول من فصيلة الكرسولية.